# Uberto Decembrio
Pour les articles homonymes, voir Decembrio.
Uberto Decembrio (né à Vigevano vers 1350 et mort à Treviglio le 7 avril 1427 est un  homme politique, écrivain, et humaniste italien.

## Biographie
Uberto Decembrio qui est né à Vigevano vers 1350 s'installe à Pavie et est engagé en 1391 comme secrétaire de Pietro Filargo, le futur pape Alexandre V, et l'accompagne à l'ambassade de Prague de 1393-1395. Quand  Gian Galeazzo Visconti meurt (1402) et passe au secrétariat de Giovanni Maria Visconti. En 1410, il est emprisonné par Facino Cane, à la mort duquel en 1411 il reprend sa liberté. De 1422 et 1427, il est le Podesta de Treviglio. Suiveur de Coluccio Salutati, il figure parmi l'un des premiers adeptes de l'humanisme en Lombardie.
Il a écrit quelques oraisons, quatre livres De re publica, la Politeia traduite de Platon, des dialogues et un recueil de lettres importantes pour l'histoire de la culture.
Uberto est le père des humanistes Angelo et Pier Candido.

## Œuvres
- De Adventu Martini V pontificis, 1418 ;
- De Republica, 1422.